# Проблема зла
В философии религии пробле́ма зла — это вопрос об одновременном существовании (сосуществовании) зла и божества, являющегося абсолютно или относительно всемогущим, всеведущим и всеблагим. В пользу зла предложены аргументы, указывающие на то, что одновременное сосуществование зла и такого божества маловероятно или невозможно вовсе. Попытки доказать обратное представлены со стороны теодицеи.
Широкий спектр вопросов, касающихся проблемы зла, затронут в богословии. Данная проблема затронута и в других философских областях, таких как светская этика, а также в некоторых научных дисциплинах, таких как эволюционная этика. Однако обычно проблема зла рассматривается именно в теологическом контексте.

## Подробные аргументы

### Проблема зла с точки зрения логики
Первая формулировка проблемы зла приписывается древнегреческому философу Эпикуру и представляет собой следующее рассуждение:
1. Если всемогущий, всеведущий и всеблагой Бог существует, то зла нет.
2. В мире есть зло.
3. Поэтому всемогущего, всеведущего и всеблагого Бога нет.

В данном рассуждении используется метод от противного. Данная аргументация логически верна, если предпосылки верны, отсюда и заключение верно. Для того, чтобы показать, что первая предпосылка верна, в последующих версиях данного доказательства подробно останавливаются на ней. Одна из современных трактовок:
1. Бог существует.
2. Бог всемогущий, всеведущий, и всеблагой.
3. Всеблагой хочет уничтожить зло.
4. Всезнающий знает, откуда берётся зло и как его можно уничтожить.
5. Всемогущий способен противостоять злу.
6. Богу известны все причины появления зла, он способен препятствовать появлению зла и желает его уничтожить.
7. Если всемогущий, всеведущий, и всеблагой Бог действительно существует, то существование зла невозможно.
8. Но зло существует (логическое противоречие).

Эти доказательства демонстрируют два варианта логического противоречия существования зла. Они показывают, что принятые суждения приводят к логическому противоречию и поэтому не могут быть одновременно правильными. В философских спорах наибольшее внимание уделено суждениям, утверждающим, что Бог и зло не могут существовать одновременно, и, что Бог желает уничтожить зло. С другой стороны, сторонники теизма (например, Лейбниц) утверждают обратное: Бог может существовать одновременно со злом и использовать зло во благо.
Примером такой пользы от зла может послужить свободная воля, предложенная Алвином Плантингой. Первая часть его доводов утверждает, что моральное зло — это результат свободной человеческой деятельности. Вторая часть этой защиты приводит доводы в пользу логической возможности «могущественного нечеловеческого духа», такого как Сатана, который ответственен за так называемое «естественное зло»: землетрясения, наводнения и смертельные болезни. Некоторые философы соглашаются с тем, что Плантинга успешно решает логическую проблему зла, показывая, что одновременное существование Бога и зла логически возможно, хотя некоторые философы явно возражают. Вторая часть защиты Плантинги, тем не менее, признаёт всемогущество Бога, утверждая возможность существования «могущественного нечеловеческого духа», способного порождать зло, несмотря на противоположное желание Бога искоренить зло.

### Очевидность проблемы зла
Версия о том, что проблема зла очевидна (также называемая вероятностной или индуктивной версией), стремится доказать, что одновременное существование зла и Бога логически возможно, но противоречит теизму. Примером критики идеи Алвина Плантинги о «могущественном нечеловеческом духе» может послужить то, что, хотя и существование такого духа логически возможно, но утверждение о том, что он действительно существует, основываясь лишь на недостатке научного доказательства — это маловероятно. Версии очевидности проблемы зла представлены ниже.
Версия Уильяма Роу:
1. Существуют мучительные страдания, которые всемогущее, всезнающее божество смогло бы предотвратить, не нанеся ущерб некоторому благу и уничтожив при этом зло.
2. Это божество желает предотвратить любые страдания, но не может сделать это, не теряя при этом благо и уничтожив зло.
3. (Поэтому) Не существует всемогущего, всезнающего и всеблагого божества.[2]

Версия Пола Дрейпера:
1. Зло существует беспричинно.
2. Гипотеза безразличия (существуют сверхъестественные существа, безразличные к этому злу) является лучшим объяснением (1), чем теизм.
3. Поэтому никакого Бога, как обычно утверждается теистами, не существует.[10]

Эти аргументы — вероятностные суждения, так как они основываются на утверждении о том, что даже после тщательного размышления никто не видит серьёзного основания для допущения Богом существования зла. Вывод из этого индуктивного умозаключения заключается в том, что зло не несёт ничего, кроме вреда.
С логической точки зрения также возможно существование скрытых и неизвестных причин существования зла. Однако существование Бога рассматривается как и любая крупная гипотеза или теория, поддающаяся толкованию и использующая факты при доказательстве. Сейчас этих фактов недостаточно, и гипотеза не была подтверждена в полной мере. Согласно принципу бритвы Оккама, нужно сделать как можно меньше предположений. Скрытые причины — это факты и теории, не рассмотренные людьми и которые на самом деле скрыты. Таким образом, согласно доказательству Пола Дрэйпера, представленному выше, теория о том, что существует всезнающее, всемогущее и всеблагое существо и при этом равнодушное, не требует никаких скрытых причин, чтобы объяснить зло. Следовательно, это более простая теория, чем та, которая также требует скрытых причин существования зла, чтобы говорить о высшем существе, как о всеблагом. Можно утверждать о существовании скрытых доказательств, частично или полностью оправдывающих зло, но с такой же вероятностью могут существовать и скрытые доказательства, которые показывают зло с ещё более ужасной стороны. Сделав индуктивное умозаключение, можно утверждать, что эти скрытые доказательства нейтрализуют друг друга.
Грегори С. Пол выдвинул свою версию проблемы зла. По его подсчётам, примерно 100 миллиардов человек родились за время существования человечества на протяжении 50 000 лет. Подсчитав уровень смертности на протяжении этого периода, он пришёл к выводу, что уровень смертности детей составляет 50 % и в основном из-за болезней (таких как малярия).
Грегори С. Пол рассматривает это как проблему зла, потому что по подсчётам 50 миллиардов людей умерло не от старости, а по иным причинам. Он также добавляет, что целых 300 миллиардов человек умерли, так и не родившись, то есть в эмбриональный период (исторический предродовой показатель смертности равен примерно ¾). Пол предполагает, что эти числа могут означать население небес (50 миллиардов детей, 50 миллиардов взрослых и примерно 300 миллиардов зародышей, исключая проживание живущих в настоящее время людей).
Распространённый ответ на очевидность проблемы зла заключается в том, что вероятно существуют оправдания на допущение существования зла Богом.

#### Примеры из Библии
С точки зрения церкви, цель Библии заключается в том, чтобы учить, что Бог милосерден[прояснить]. Однако в самой Библии есть аргументы, которые, по мнению некоторых, указывают обратное.
В Библии, во второй главе Бытия написано: «И посадил Господь Бог в землю всякое дерево, приятное на вид и хорошее для пищи, и дерево жизни посреди рая, и дерево познания добра и зла.» (Быт. 2:9)
Этот раздел Бытия описывает «Дерево познания добра и зла», плоды которого вкусили Адам и Ева. Отсюда возможны выводы о том, что если бы Бог был всемогущим и всеблагим, то дерево не содержало бы в себе зла, или Бог не всемогущ, потому что не смог пресечь зло в дереве.
Из истории о Ноевом Ковчеге, в главе шестой Бытия: «И сказал Бог Ною: конец всякой плоти пришел пред лице Мое, ибо земля наполнилась от них злодеяниями; и вот, Я истреблю их с земли.» (Быт. 6:13)
Здесь видно, как Бог разрушил землю, убив всех, кроме Ноя и его семьи. Отсюда возникает противоречие: всеблагой Бог совершает довольно жестокий поступок.

### Проблема зла и страдания животных
Проблема зла также выходит за пределы человеческого страдания и включает в себя и страдания животных от жестокости, болезней и зла. Одна версия этой проблемы рассматривает страдания животных от естественного зла, такого как страх и насилие, идущие от хищников, природных катастроф, голода, паразитов, болезней, которые продолжались на протяжении всей истории эволюции. Это также называют Дарвинистской проблемой зла, в честь Чарльза Дарвина, который выразил это следующим образом:
"страдания миллионов низших животных на протяжении почти бесконечного времени являются, по всей видимости, непримиримыми с существованием создателя "безграничной" доброты".
- Чарльз Дарвин, 1856 
Вторая версия проблемы зла применительно к животным и их страданиям, которых можно избежать, заключается во вреде, причиняемом людьми, например при забое или эксплуатации для получения яиц и молока. Эта версия проблемы зла используется учёными, такими как Джон Хик, чтобы оспаривать такие оправдания проблемы зла, как то, что страдания существуют для того, чтобы совершенствовать моральные качества человека, и таким образом служат большему благу. Ведь животные являются невинными, беззащитными, неморальными, но чувствующими существами. Учёный Михаэль Альмеида сказал, что это является «возможно самой серьёзной и сложной» версией проблемы зла.

## Решения, оправдания и теодицея
Решение вопроса проблемы зла иногда классифицируется на оправдание и теодицею, однако некоторые авторы не соглашаются дать точного определения. Обычно оправдание проблемы зла сводится к попыткам доказать, что нет никакого зла: зло — всего лишь искажённое, или неправильно понятое добро. Иными словами, зло — временный недостаток добра.
Теодицея пытается обеспечить возможное оправдание и, таким образом, опровергнуть «очевидное» доказательство вреда от зла, указывая на философскую и моральную причину его существования. Ричард Суинбёрн утверждает, что не имеет смысла предполагать, что существует благо, оправдывающее присутствие зла в этом мире, если мы не знаем какова его природа, поэтому не может быть и теодицеи. Некоторые авторы утверждают, что существование демонов или грехопадение человека действительно возможно, но маловероятно и способно выступить в роли оправдания, но не теодицеи.

### Опровержение абсолютного всеведения, всемогущества и всеблагости
Если у Бога отсутствует какое-либо из этих качеств, то существование зла объяснимо, и проблема зла рассматривалась бы, в соответствии с заголовком некоторой дополнительной формулировки или доктриной богословия.
В политеизме отдельные божества обычно не являются всемогущими или всеблагими, а их могущество распределено среди множества других богов; однако, если у одного из божеств есть все эти качества сразу, то возникает проблема зла. Если бы в многобожии несколько божеств одновременно были бы всемогущими, это привело бы к логическому противоречию.
Религиозный дуализм объясняет проблему зла с помощью существования двух могучих и конкурирующих, но не всемогущих божеств с противоположными качествами. Примеры таких религий: Зороастризм, Манихейство, Катары и Гностицизм. Дьявол в исламе и в христианстве не обладает таким могуществом, как всемогущий Бог. Следовательно, Дьявол может существовать лишь с позволения Бога. Потому как Дьявол обладает меньшим могуществом, он не может объяснить проблему зла без теизма или иной версии богословия.

### О «великом благе»
Парадоксы всемогущества (зло существует одновременно со всемогущим Богом), вызывают сомнения относительно всемогущества Бога. Хотя, с другой стороны, вмешательство Бога нарушило бы концепцию свободной воли или привело бы к тоталитарной системе, в которой отсутствует свобода. Существуют мнения, что Бог не может достичь «Великого блага», позволив злу существовать, несмотря на всемогущество Бога. Теологи утверждают, что если план Бога полностью не познаваем для человека, то нельзя утверждать, что зло не может иметь пользу для достижения «Великого блага». То есть зло может играть важную роль в планах Бога, относительно сотворения лучшего мира.

#### Свободная воля
Неправильное истолкование термина «свободная воля» (или просто «свобода») может привести в замешательство. Мортимер Адлер предложил три определения данному понятию:
1. «Косвенная свобода» — это «свобода принуждения или сдержанности», которая ограничивает наши действия.[33]
2. «Естественная свобода» — это свобода относительно желаний. Эта естественная свободная воля присуща каждому человеку.[34]
3. «Приобретённая свобода» — это свобода «жить так, как должен». Получая данную свободу, человек приобретает такие качества, как совершенство и мудрость.[35]

Для Грега Бойда, сторонника открытого теизма и либертарианской свободы, свободная воля означает свободу чувств, обладающих очень высокой стоимостью, потому что свободная воля позволяет сделать важный нравственный выбор (который может включать любовь и привязанность). Бойд утверждает, что Бог не создаёт зло в жизнях людей, а зло является результатом комбинации свободного выбора и сложности жизни в греховном мире. Свободная воля позволяет также поступать аморально. Однако результат такого злоупотребления свободной волей с лёгкостью перевешивается большей ценностью и пользой свободной воли, что полностью оправдывает создание Богом мира, в котором присутствует свободная воля, которая, в свою очередь, может порождать зло. Мир со свободными людьми и полностью отсутствующим злом был бы ещё лучше. Однако это потребовало бы сотрудничества свободных людей с Богом, поскольку было бы логически невозможным пресечение Богом злоупотребления свободной волей людей и при этом не ограничивая их свободу.
Критики подвергли сомнению то, что свободная воля может породить тот уровень зла, который присущ миру. Легко допустить, что свободная воля имеет высокую ценность и эта ценность значительно перевешивает тот вред, который может нанести незначительное зло, однако не так очевидно то, что она перевешивает такие серьёзные признаки проявления зла, как насилие и убийства. Также свободная воля людей, совершающих зло, очень часто ограничивает свободу людей, которые переносят это зло. Например, убийство маленького ребёнка также уничтожает его свободную волю. В таком случае свобода невинного ребёнка противоположна свободе злодея, и не ясно, почему Бог остаётся безразличным и пассивным в данной ситуации.
Смысл другой критики заключается в том, что потенциальное зло, которое может быть порождено свободной волей, может быть ограничено при влиянии на эту волю. Бог мог достигнуть этого, делая моральные поступки людей особенно приятными; он мог также немедленно наказывать за безнравственные действия и сделать очевидным то, что поступать в соответствии с правилами нравственности в наших же интересах; или он мог позволить аморальным поступкам совершаться, но вмешиваться, чтобы предотвратить пагубные последствия. Но такой «игрушечный мир» означал бы, что свободная воля имеет низкую ценность или не имеет её совсем.
Ещё одним примером критики может послужить то, что, хотя и можно оправдать существования морального зла с помощью свободной воли, но естественное зло не затрагивается. По определению, моральное зло порождается человеческой деятельностью, но это не объясняет стихийные бедствия, представляющие естественное зло, такие как извержения вулканов или землетрясения. Сторонники идеи о том, что свободная воля порождает зло, предлагают различные объяснения естественного зла. Алвин Плантинга предположил, что естественное зло вызвано свободной волей сверхъестественных существ, таких как демоны.
Другие предположения:
- Естественное зло — это результат грехопадения человека, испортившего совершенный мир, созданный Богом.[41]
- Естественное зло — это результат естественного права, которое является необходимым для существования умных свободных существ.[42]
- Естественное зло предоставляет нам знание зла, которое делает более значительным наш свободный выбор, и таким образом, нашу свободную волю более значимой.[43]
- Естественное зло — божественная кара за моральное зло, совершённое людьми.[44]

Защитники ответа свободной воли могут также указать на тот факт, что «линия между моральным и естественным злом не всегда ясна». Естественное зло часто вызывается самими людьми.

#### Загробная жизнь
Загробная жизнь была также использована в качестве оправдания зла. Христианский автор Randy Alcorn утверждает, что счастье на небесах компенсирует страдания на земле.

### Прошлые жизни и карма
Теория кармы утверждает, что хорошие действия вознаграждаются, а плохие действия наказываются. Это означает, что нет незаслуженного страдания и, следовательно, нет неоправданного зла. Очевидно, что люди иногда переносят незаслуженные страдания, однако, согласно теории кармы, эти страдания есть наказания за злодеяния, совершённые в прошлых жизнях.

## Критика оправдания и теодицеи
Некоторые философы утверждают, что для теистов, верующих в Бога, существует проблема зла, а также существует проблема добра для тех, кто верит в Дьявола. Как оправдание и теодиция, которые могли бы позволить теистам противостоять проблеме зла, могли использовать для защиты собственной веры дьявола. Это означает, что мы должны сделать подобные выводы об успехе этих суждений.
В этом случае перед теистом возникает дилемма: либо признать, что оба ответа одинаково неудоволетворительные и не дают адекватного ответа на проблему зла, либо что оба ответа одинаково хороши, и таким образом уверить себя в правдоподобии существования всевышнего и высшего зла. Критики отмечают, что возражения и теодеции довольно
часто адресованы логической проблеме зла. Как таковые, они предназначены только для демонстрации что это возможно, что зло может сосуществовать с Богом.

## В религии

### Древняя Месопотамия и Египет
В древнемесопотамской религии проблема зла имеет по крайней мере четыре формулировки в дошедших до нас манускриптах (Поэма о страдальце праведном, Эрра и Ишум, Вавилонская теодицея, Диалог пессимиста). В том политеистическом контексте хаотический характер мира подразумевается в нескольких богах, которые сражаются за контроль над ним.
В Древнем Египте считалось, что проблема имеет как минимум две формулировки. В дошедших до нас рукописях (Беседа разочарованного со своим Ба и Повесть о красноречивом крестьянине) эти две формулировки в большей степени сосредоточены на отношениях между злом и людьми — то есть моральное зло.

### Христианство
С библейской точки зрения зло — это всё, что не согласуется с волей и целями Бога или то, что, с человеческой точки зрения, является «вредным и непродуктивным».
Существование зла не только является проблемой для бытия, но и является проблемой веры во всемогущего Бога, потому что если бы Бог был всемогущ, то в теории он бы мог не дать такому злу происходить. В ответ на это богословы утверждают, что хоть проблема зла и существует, но она не является достаточно сильным свидетельством того, что Бог не всемогущ и не всеблаг. Простейший библейский ответ на проблему зла состоит в том, что у Бога существуют веские причины для того, чтобы допускать пороки, то есть каждый акт зла является сообщением, которое должно научить мир моральным ценностям. Зло оправдывается тем, что оно является необходимым для божьего плана, который в конечном счёте и победит.
Другой ответ Библии заключается в свободе воли. Если бы Бог запретил зло, то он должен был запретить всё, таким образом препятствуя свободе воли и природным законам мира.

### Гностицизм
Гностицизм ссылается на несколько верований, видя зло результатом того, что мир был создан несовершенным богом, который противопоставляется превосходной сущности. Тем не менее, это само по себе не даёт ответа на проблему зла, если превосходная сущность всемогущая и всезнающая. Различные гностические верования могут дать различные ответы. Например манихейство, которое принимает дуализм, в оппозиции к доктрине всемогущества.

### Ислам
Исламский учёный Шерман Джексон считает, что учение мутазалита подчёркивает всеблажество божества. Зло возникает не от Бога, а от действий своих творений, которые создают свои собственные действия независимо от Бога. Вместо этого учение Ашаритов подчёркивает всемогущество Бога. Бог не ограничен следовать некоторой объективно-моральной системе сосредоточенной на человеке, но имеет право делать все, что он хочет сделать с его миром. Учение матуридизма утверждало, что зло возникает от Бога, но оно в конечном итоге имеет мудрые цели в целом и в будущем. Некоторые богословы рассматривают Бога как всесильного, у которого человеческая жизнь существует между надеждой, что Бог будет милосерден, и страх, которого не бывает.

### Индуизм
Индуизм — комплексная религия с множеством различных течений и школ. Как таковая проблема зла в индуизме решается несколькими различными способами, такими как понятие кармы.

### Буддизм
В Буддизме, проблема зла, или связанная с этим проблема дуккха которая является одним из аргументов против доброжелательного, всемогущего Бога создателя, идентифицирующего такое понятие как упадана, характеризующееся как ложный принцип.

### Греческая мифология
Одно из самых уникальных отношений между богом и людьми можно рассматривать через древнегреческую мифологию. В отличие от большинства религий, боги в греческой мифологии были как настоятели, но имели подобные черты с людьми и взаимодействовали между ними. Хотя греки не верили ни в каких «злых» богов, греки признавали факт того, что зло присутствовало в мире. Боги часто вмешивались в дела людей, и иногда их поступки приносили страдания им, что проводило иногда к причине гибели их. Однако греки не полагали, что Боги были злыми, в результате их действий. Вместо этого ответ для большинства ситуаций в греческой мифологии был властью судьбы. Судьба, как полагают, более сильна, чем сами Боги, и поэтому никто не может избежать её. Поэтому греки признали, что несчастья были допустимы идеей судьбы.

## У философов

### Эпикур
Эпикуру обычно приписывают следующее высказывание, его иногда называют «Эпикурейский парадокс», «загадкой Эпикура» или «Эпикурейской трилеммой»:
«Бог желает предотвратить зло, но не может? Тогда он не всесилен. Он может, но не желает? Тогда он злой. Он и может, и желает? Тогда откуда берётся зло? Он не может и не желает? Тогда зачем называть его Богом?» — Эпикурейская трилемма. 
Сам Эпикур не оставил письменную форму этой трилеммы. Он, возможно, был найден в трактате христианского богослова Лактанция, где он критикует заключение. Трилемма Эпикура, как представил Лактанций, фактически утверждает, что всемогущих и всеблагих Богов не существует, они далеки и не вовлечены в проблемы человека. Боги нам ни друзья, ни враги.

### ДэвидЮм
Дэвид Юм сформулировал проблему зла в Диалогах о естественной религии:
Он [Бог] желает предотвратить зло, но не может? Тогда он не всесилен. Он может, но не желает? Тогда он злой. Значит, он может и желает? Тогда откуда приходит зло?
«[Божья] сила позволит нам [существовать] вечно: все, что он пожелает, осуществляется. Но ни человек или другое живое существо не будут счастливыми. Поэтому он не даст им счастья. Его мудрость бесконечна. Он никогда не ошибается в выборе средств ни для какого конца, но курс природы склоняется не к счастью животных или человека. Следовательно, это не установка для его цели. Через весь компас человеческого знания, нет никаких выводов, более бесспорных и безошибочных, чем они. В каком плане, в таком случае, его доброжелательность и милосердие напоминают доброжелательность и милосердие людей?»

### Готфрид Лейбниц
В его Словаре исторического и критического анализа (фр. Dictionnaire Historique et Critique), скептик Пьер Бейль отклонял совершенство и всемогущество Бога вследствие страданий, испытанных в этой земной жизни. Готфрид Лейбниц ввел термин теодицея в 1710 в своей работе Теодицейские очерки по благосклонности Бога, доброй воле человека и источнике зла (фр. Essais de Théodicée sur la bonté de Dieu, la liberté de l'homme et l'origine du mal), который был направлен против Бейла. Он утверждал, что существующий мир —это лучший из всех миров, который мог создать Бог.
Подражая примеру Лейбница, другие философы также называли свои трактаты по проблеме зла теодицией. В популярном романе Вольтера «Кандид, или Оптимизм», автор дразнил оптимизм Лейбница через вымышленный рассказ о наивной молодёжи.